# Lacoste, Vaucluse
Lacoste este o comună în departamentul Vaucluse din sud-estul Franței. În 2009 avea o populație de 417 de locuitori.

## Evoluția populației
| An        | 1975 | 1982 | 1990 | 1999 | 2006 | 2009 |
| --------- | ---- | ---- | ---- | ---- | ---- | ---- |
| Populație | 277  | 309  | 402  | 408  | 432  | 417  |